# Cotesia gastropachae
Cotesia gastropachae är en stekelart som först beskrevs av Bouche 1834.  Cotesia gastropachae ingår i släktet Cotesia och familjen bracksteklar. Inga underarter finns listade i Catalogue of Life.